# Rytmer i Tivoli
|  | Denne artikel er oprettet af botten PalnaBot ud fra en ekstern database. Den kan derfor have sproglige fejl eller mangler. Denne skabelon kan fjernes efter kontrol af indholdet. |

Rytmer i Tivoli er en kortfilm fra 1965 instrueret af Leif Erlsboe efter manuskript af Leif Erlsboe.